# Tijikja
Tijikja, trascritta anche come Tidjkja o Tidjikja (تجكجة in arabo), è una città della Mauritania capoluogo della regione di Tagant.
La città è al margine del deserto sahariano. Possiede un aeroporto ed è la maggiore produttrice di palme da datteri della Mauritania.